# Iglesia de San Giorgio Maggiore (Nápoles)
La Iglesia de San Giorgio Maggiore es un edificio destinado al culto católico de la ciudad de Nápoles, Italia.
Está emplazado en Via Duomo, cerca de la Catedral, y pertenece al centro histórico de Nápoles, declarado Patrimonio de la Humanidad por la Unesco en 1995.

## Historia

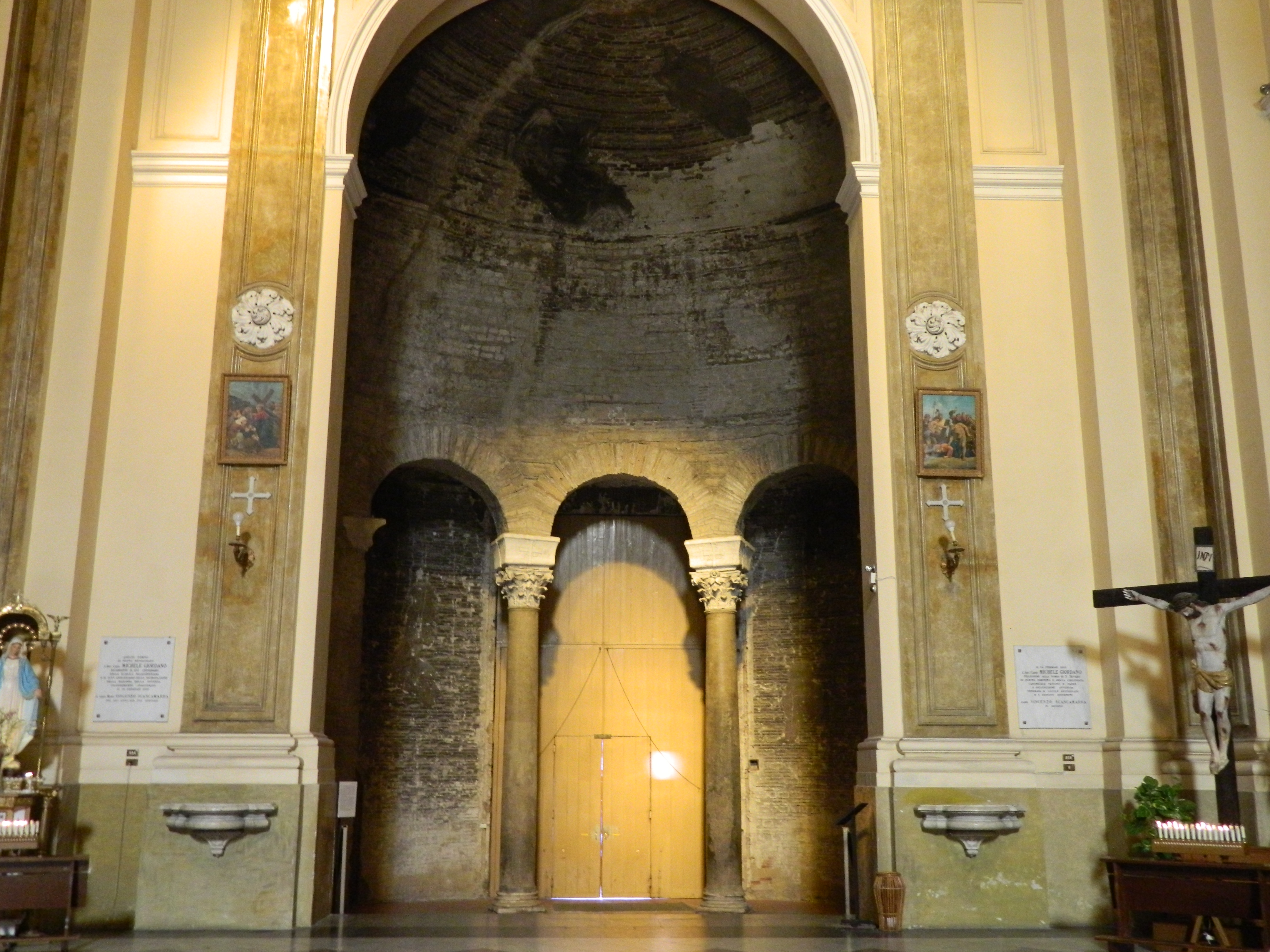
Ábside de la antigua iglesia paleocristiana, luego convertido en entrada de la iglesia barroca.

Se construyó entre finales del siglo IV y comienzos del siglo V como iglesia paleocristiana, llamada en un principio la severiana, porque fue encargada por el obispo San Severo de Nápoles. El nombre actual se remonta al siglo XI, en honor al guerrero mártir cuando el pueblo combatía contra los longobardos. Durante toda la Edad Media fue una de las cuatro parroquias de Nápoles, junto a la de los Santos Apóstoles, la de San Giovanni Maggiore y la de Santa María Maggiore.
En 1640, un incendio destruyó buena parte de la iglesia, que después fue reestructurada gracias a Cosimo Fanzago.
En 1694 se reformó de nuevo a causa de un terremoto, y las columnas de granito fueron llevadas a la iglesia de Santa María degli Angeli alle Croci.
En la segunda mitad del siglo XIX, en el curso de los trabajos del llamado Risanamento de Nápoles, la nave derecha fue eliminada para agrandar la Via Duomo.

## Descripción

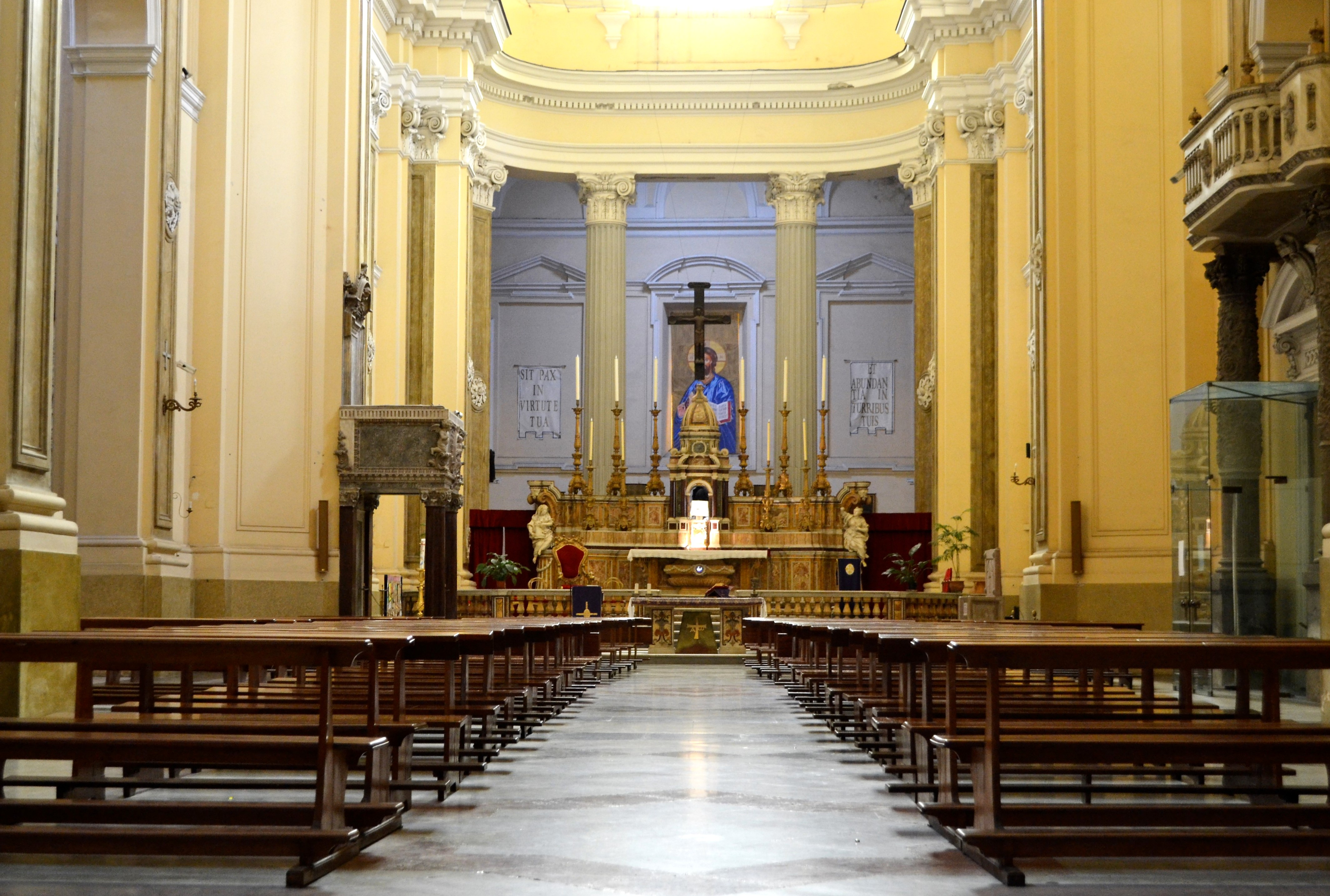
Nave.

La entrada principal se abre a través del antiguo ábside de la basílica paleocristiana, que tenía tres arcos apoyados sobre dos columnas antiguas de capiteles corintios y monogramas cristianos.
El interior de la iglesia se organiza en dos naves, la central (cubierta con tres cúpulas) y la izquierda. El altar mayor se coloca delante de un nuevo ábside de planta rectangular, cerrado por dos columnas corintias. En los altares laterales hay pinturas de Camillo Lionti y Francesco Peresi, entre otros, mientras que en la capilla a la izquierda del altar está decorada con frescos de Francesco Solimena.
En la iglesia se conservan otras obras de arte, como un crucifijo de madera de 1200 o las reliquias de San Severo, custodiadas en el altar mayor.

### Planta
| 1. Ábside paleocristiana 2. Conversione di san Disma (Francesco Peresi, 1713) 3. Madonna della Potenza (anónimo, siglo XIV) 4. tríptico con San Nicola, sant'Antonio e angeli (Francesco Solimena, 1687) 5. Altar mayor (Camillo Lionti, 1786) 6. Ábside a. San Giorgio che uccide il drago (Alessio D'Elia, siglo XVIII); detrás, San Giorgio che uccide il Drago (Aniello Falcone, primera mitad del siglo XVII) b. San Severo che resuscita un morto (Alessio D'Elia, siglo XVIII) 7. Madonna col Bambino, san Giorgio e san Severo (Giovanno Balducci, 1629) 8. Cátedra de san Severo (época medieval) 9. Púlpito de mármol con relieve de la Madonna col Bambino (atribuido a Diego De Siloé) 10. Entrada lateral y coro 11. L'arcangelo Raffaele e Tobiolo (Francesco Peresi, 1713) | Planta |